# DVD-Audio
DVD-Audio（DVDオーディオ）は、1999年にDVDフォーラムにより規格化された、次世代オーディオディスク（次世代CD）規格である。民生用ハイレゾリューションオーディオ媒体の最初期の規格でもある。

## オーディオフォーマット
チャンネル数は最大6（5.1チャンネルサラウンド）、標本化周波数はステレオで最大192kHz、マルチチャンネルで最大96kHz。量子化ビット数は最大24ビット（ダイナミックレンジ144dB）。

## 普及状態の推移
Hi-Fiオーディオ向けの媒体として、また従来のCD-DAでは不可能であった5.1chサラウンドといったマルチチャンネルオーディオの媒体として期待されたが、結果的にはほとんど普及しなかった。次世代のオーディオ媒体としては、同時期に登場した、CD-DAと互換性を持つハイブリッドディスクを制作可能なSuper Audio CD（SACD）に市場を譲る形となり、普及推進のため2002年に発足したDVDオーディオプロモーション協議会も2007年には解散した。

## 著作権保護
CPPMが採用されている。